# Stazione di Saiin
La stazione di Saiin (西院駅?, Saiin-eki) è una stazione ferroviaria delle Ferrovie Hankyū situata a Kyoto, nel quartiere di Ukyō-ku, nel centro della città. Fino al 1931, quando la linea venne estesa alla stazione di Ōmiya, Saiin era il capolinea della linea per Kyoto. A pochi minuti dalla stazione si trova la stazione di Sai della linea Keifuku Arashiyama.

## Linee
- Ferrovie Hankyū
  - ■ Linea principale Hankyū Kyōto